# AIoT Body of Knowledge
AIoT Body of Knowledge®는 AIoT 지식체계이다.

## 동의어
- AIoT BoK®
- Artificial Intelligence of Things Body of Knowledge®

## 개발
- AIoT BoK®는 사단법인 한국사물지능협회에서 2020년 12월 21일 초판을 개발하였다.